# Крест с украшениями
Кре́ст с украше́ниями (иногда также Патриа́рший кре́ст с украше́ниями) — наперстный крест, награда РПЦ.
Награждение крестом с украшениями производится Указом Святейшего Патриарха Московского и всея Руси.
Его получают священники, которые ранее были награждены палицей, но не ранее чем через 5 лет после награждения. Возложение креста на священника производится правящим епархиальным архиереем, либо, по его благословению — викарным архиереем. При возложении архиерей возглашает «аксиос». 